# E551
La ruta europea E231 és una carretera que forma part de la Xarxa de carreteres europees. Comença a České Budějovice (República Txeca) i finalitza a República Txeca (Països Baixos). Té una longitud de 109 km. Té una orientació de nord a sud.